# Мельников, Михаил Леонтьевич (офицер)
Мельников Михаил Леонтьевич (около 1735—после 1790) — офицер Российского императорского флота, участник Семилетней войны, осады Кольберга, русско-турецкой войны (1768—1774), Первой Архипелагской экспедиции, Хиосского и Чесменского сражений. Георгиевский кавалер, капитан генерал-майорского ранга.

## Биография
Мельников Михаил Леонтьевич родился около 1735 года в семье Леонтия Кондратьевича Мельникова, происходил из дворян Смоленской губернии.
28 февраля 1752 года поступил учеником Московской школы математических и навигацких наук. В 1753 году переведён в Санкт-Петербург и переименован в кадеты Морского шляхетного кадетского корпуса. 20 февраля 1757 года произведён в гардемарины, 24 апреля 1758 года — в сержанты. Через год, 27 апреля 1759 года, после окончания учёбы, произведён в мичманы. Участник Семилетней войны. В 1757—1762 голах находился в кампаниях в Балтийском море, плавал до Копенгагена, участвовал в Кольбергской экспедиции и совершил переход из Архангельска в Кронштадт. В 1760 году находился при Ревельских провиантских магазинах.
22 мая 1762 года произведен в унтер-лейтенанты. Командуя ботом, плавал от Ревеля до Кольберга. В 1763 году совершил переход на пинке «Слон» из Кронштадта в Архангельск. В следующее году, на том же пинке, в составе отряда, участвовал в доставке материалов для «секретной экспедиции» В. Я. Чичагова на архипелаг Шпицберген. 12 января 1765 года произведён в лейтенанты, перешёл из Архангельска в Кронштадт на новопостроенном 66-пушечном линейном корабле «Тверь». В 1766 году командовал купеческим галиотом, плавал от Кронштадта до Риги. В 1767—1768 годах находился в кампании в Балтийском море.
Участвовал в русско-турецкой войне 1768—1774 годов и Первой Архипелагской экспедиции. В 1769 году на 66-пушечном линейном корабле «Не тронь меня», в составе эскадры контр-адмирала Джона Эльфинстона, перешёл из Кронштадта в Средиземное море. В 1770 году на 80-пушечном корабле «Святослав» плавал от Портсмута до Архипелага, участвовал в сражениях при Наполи-ди-Романи. 24 июня на том же корабле участвовал в Хиосском сражении, а 24-26 июня — в Чесменском сражении. 12 марта 1771 года произведён в капитан-лейтенанты. Находился на 66-ти пушечном корабле «Европа» в Архипелаге. С марта 1771 года командуя фрегатом «Архипелаг», переоборудованного в 1770 году из взятого в плен турецкого судна, участвовал 2-4 ноября 1771 года в атаке крепости Митилини на острове Лесбос, высадке десанта и уничтожении турецких морских складов и верфи. В 1772—1775 годах, командуя тем же фрегатом, крейсировал в Архипелаге. С февраля по август 1772 года выходил для блокады пролива Дарданеллы. В октябре-ноябре 1774 года ходил в Константинополь. В 1775 году, командуя тем же фрегатом под торговым флагом, совершил переход из порта Ауза с албанскими поселенцами в Керчь, затем переведён в Санкт-Петербург.
В 1776 году был командирован в Рыбинск, для доставки в Санкт-Петербург хлебного каравана. 21 апреля 1777 года произведён в капитаны 2 ранга. В том же году был направлен в Архангельск, для приемки и командования новопостроенным кораблём. В 1778 году, командуя новопостроенным 66-пушечным кораблем «Благополучие», в составе эскадры капитана бригадирского ранга С. П. Хметевского, перешёл из Архангельска в Кронштадт. 27 апреля 1780 года произведён в капитаны 1 ранга, командуя тем же кораблём, плавал в составе эскадры «военного нейтралитета» капитана бригадирского ранга Н. Л. Палибина в Атлантическом океане. В 1781 году назначен командиром 66-пушечного линейного корабля «Не тронь меня», в составе эскадры «военного нейтралитета» контр-адмирала Я. Ф. Сухотина, плавал в Средиземном море. 26 ноября 1781 года «за совершение 18 кампаний в офицерских чинах» награждён орденом Святого Георгия 4 класса (№ 349).
В 1782 году вновь командовал кораблём «Благополучие», плавал от Кронштадта до Зунда в составе эскадры контр-адмирала Александра Ивановича Круза. 24 ноября 1783 года произведён в капитаны бригадирского ранга. В 1786 голу назначен командиром 100-пушечного корабля «Трёх Иерархов». В 1787 году командовал эскадрой новопостроенных судов, совершил переход из Архангельска в Кронштадт. 22 сентября произведён в капитаны генерал-майорского ранга. В 1788 году командовал 66-пушечным кораблём «Европа», крейсировал в Балтийском море.
14 апреля 1789 года «за болезнию» уволен от службы с половинным жалованием «по смерть». После выхода в отставку проживал в своих имениях в сельце Высокое, сельце Колыгино и деревне Мельниково Смоленской губернии.

## Семья
Михаил Леонтьевич Мельников был женат на Настасье Григорьевне, в семье было три сына, которые пошли по стопам отца и стали военными моряками:
- Алексей — капитан 2-го ранга[9], кавалер ордена Святого Георгия 4-го класса (26 ноября 1809 года); начальник ополчения Сычёвского уезда Смоленской губернии в ходе Отечественной войны 1812 года[2];
- Григорий — капитан-лейтенант[10], впоследствии титулярный советник[2]. Был женат на Марии Петровне (урожд. Чагина). Их дочь Александра (1824—1874) была замужем за графом Д. Н. Шереметевым (1803—1871), у них были дети: дочь Екатерина и сын Александр (1859—1931).
- Александр — лейтенант[2].

## Память
Портрет капитан генерал-майорского ранга Михаила Леонтьевича Мельникова, написанный неизвестным художником в 1790-е годы, находится в экспозиции музея-усадьбы «Кусково» — бывшего имения графов Шереметевых.